# NGC 2402-1
NGC 2402-1 is een elliptisch sterrenstelsel in het sterrenbeeld Kleine Hond. Het hemelobject werd op 11 maart 1784 ontdekt door de Duits-Britse astronoom William Herschel.

## Synoniemen
- UGC 3891
- MCG 2-19-4
- ZWG 57.15
- PGC 21176